# パル (商業ビル)
パルは、かつて桑名駅前に存在した再開発ビル。複合商業施設「桑名ショッピングシティ・パル」（くわな - ）として親しまれていたが1997年に閉鎖された。

## 概要
当施設は、国の市街地再開発竣工第1号の桑名駅前再開発事業として三重県桑名市の国鉄及び近鉄の桑名駅東口前に、桑名市施工により建設された床面積23000平方メートル、地下1階地上6階の商業ビルで、ジャスコを核店舗に90の専門店で構成された。
桑名市内の中心部の大部分は、戦災を受けたため戦災復興土地区画整理事業が施工されたが、桑名駅前の大半は非戦災地区のため、施工区域より除外された。このため建築物のほとんどが戦前からの老朽木造家屋や終戦直後に建築された粗悪な木造建築物で、そのうえ飲食店や小売店などが住居と混在した木造家屋密集地域であった。また、交通量が急激に増加したにもかかわらず、駅前広場も規模は戦前のままで狭隘を極めていた。
このような状況から桑名駅前市街地再開発事業が1970年5月に事業認可され、施設建築物E棟(パルビル)は1971年3月4日に着工した。1972年10月にパルビルは完成し、「桑名ショッピングシティ・パル」として開業。当時、桑名市内で唯一の大型商業施設であった。1973年10月にはN棟(メイトビル)が完成するとともに駅前広場と街路の一部が完成し供用を開始した。また、1975年には駅前歩道橋が完成し、1977年8月に駅前広場と街路の未完成部分の整備を終えて、再開発事業は完了した。
「パル」の名称は、「仲間、仲よし」が由来である。
1996年12月にパルビルの管理会社「桑名商業開発(株)」が和議の申請をし、翌1997年3月にジャスコ(現在のイオン、現在のイオンモール桑名内にあるイオン桑名店とは無関係)が退店した以降も、7月まで残された有志で営業を続けたが、1997年7月末日をもって完全に閉館し、空きビルとなった。
跡地は新しい複合商業施設「サンファーレ」として再々開発され、2006年4月28日に完成した。

## 歴史
- 1970年（昭和45年） 2月17日 駅前地区の整備改善のため、桑名駅前市街地再開発事業都市計画決定。
- 1972年（昭和47年）10月10日 桑名市施工で施設建築物E棟（パルビル）開店
- 1973年（昭和48年）10月10日 桑名市施工で施設建築物N棟（メイトビル）開店
- 1977年（昭和52年）8月31日 駅前広場整備、桑名駅前市街地再開発事業工事完了
- 1997年（平成 9年） 桑名商業開発㈱倒産。ジャスコ撤退。専門店も撤退し、パルビル閉鎖。
- 2001年（平成13年） 桑名市、商工会議所他出資による株式会社まちづくり桑名設立。
- 2003年（平成15年） 国の都市再生モデル調査地区となり、桑名パル跡地再開発の事業計画決定。ビル解体。
- 2004年（平成16年） 跡地に再々開発の建築工事着工。
- 2006年（平成18年） 再々開発事業としてサンファーレ完成、オープン
- 2020年（令和2年）N棟（メイトビル）が老朽化により閉鎖。ビル解体時期は不明。それに伴い東海三県唯一の「ドムドムハンバーガー」が閉店。

## 入居していた店舗
- 地階
  - ジャスコ食料品
  - ととや（鮮魚）
  - くさりや（鮮魚）
  - 三崎屋（精肉）
  - スガキヤ（ファーストフード）
  - モンテカウベル（ファーストフード）
  - インディア（カレー）
  - ヒロ（喫茶店）
  - ラパンドール（パン）
  - 中川ベーカリー（喫茶、ケーキ）
  - 花乃舎（和菓子）
  - 柏屋（和菓子）
  - 総本家貝新（時雨蛤）
  - かぶら煎餅（和菓子）
  - ゑびすや（和菓子）
  - つたや（和菓子）
  - とらや（和菓子）
  - 明月堂（和菓子）
  - 万其園（茶）
- 1階
  - ウシオ書房（書籍）
  - 川スミ（眼鏡・時計・宝飾）
  - まつ重（文房具）
  - シルバー模型（模型玩具店）
  - エリートクリーニング（衣料クリーニング）
  - 北勢堂（レコード）
  - ワタナベ（靴）
  - 東山ツーリスト（旅行）
  - ほった写真（DPE）
  - 内山薬局（薬局）
  - グリーンハウス（ジーンズ）
- 2階
  - ジャスコ婦人衣料
  - いづみ屋呉服店（呉服）
  - こんちう（呉服）
  - オーサカヤ（衣料）
  - プランタン（喫茶）
  - 不二家（喫茶）
- 3階
  - ジャスコ紳士衣料
  - くわなメンズカジュアルショップ（紳士衣料）
  - いずみ屋呉服（呉服）
- 4階
  - ジャスコ子供衣料
  - コマチヤ（おもちゃ）
- 5階
  - ジャスコ文房具
  - 桑名スポーツ（スポーツ用品）
  - 関西電波（現・ケーズデンキ）（家電）
- 6階
  - ジャスコ生活用品
  - 吉川歯科医院
  - ひらの（ラーメン）
  - 一力亭（うどん）
  - 内田画廊
  - 桑名商業開発(株)事務所
  - 催事場
- 屋上
  - ペットショップ山下
  - 屋上遊園地